# 순타태자
순타태자(純陀太子, ? - 513년 10월 13일(음력 8월 26일, 율리우스력 10월 11일) 또는 부여사아(夫餘斯我)는 백제의 왕족으로 무령왕의 장남이자 성왕의 형이다. 
일본서기에 따르면 505년 무령왕이 일본에 사절을 파견할 때 외교관들과 함께 파견되었다. 
만약 순타태자와 사아군을 동일인물로 볼 시 사망날짜는 513년 8월 26일이지만 기록상 사아군의 사망날짜는 존재해도 순타태자가 사망한 날짜는 일본서기,속일본기에 나타나지 않아 순타태자가 513년에 사망했다고 볼 수는 없다. 
일본서기 게이타이 천황 513년(무령왕 13년)에 백제에서 순타태자를 파견했다라는 기록이 존재한다. 즉 파견한 사아군이 죽자 다시 아들인 순타태자를 파견했고 이 순타태자가 야마토 여성과 결혼하여 일본 야마토씨(和氏)와 고야씨(高野氏)의 시조가 된 것으로 보는 학자도 있다. 한국측 기록은 신라의 기록에 비해 백제의 기록이 매우 적어 백제 기록이 많은 일본 기록을 참고해야하는 한계가 존재한다.
일본서기에 따르면 부레츠 천황 7년 504년(무령왕 4년) 봄 무령왕은 일본에 문휴마나(汶休麻那) 등을 사신으로 파견했는데, 이때 일본 부레츠 천황(武烈天皇)은 백제가 오랫동안 사신을 보내지 않았다는 이유로 마나 등을 억류하였다. 그래서 505년 4월 백제는 다시 사절을 보낼 때 왕자인 사아군을 일본에 보냈다. 이때 사아군은 일본 부레츠 천황에게 그는 "앞서 사신으로 온 마나는 백제왕의 혈족이 아니기 때문에 우리를 다시 사신으로 보냈다"고 말했다. 
이후 일본서기의 기록에 게이타이 천황 7년(513년) 8월쯤 백제태자 순타(淳陀,純陀)가 일본에 파견되었다는 기록이 존재하며 사망 기록이 없어 파견되고 쭉 일본에 생활한 것으로 추측된다. 

## 생애
504년 봄, 왜에 파견된 사신이 감금당하자 505년 4월 무령왕은 새로 사절단을 파견했고, 무령왕 아들 사아군은 조신 등과 함께 왜에 파견되었다. 그의 증손자 우내라에 이르러 야마토씨를 사용하였다.
왜국에 체류 중 왜국 부인과의 사이에서 법사군(法師君)을 두었다. 일본 왕실 역사서 속일본기에 의하면 "무령왕의 아들 순타태자(純陀太子)의 직계 후손이 야마토노 오토츠구(和乙繼)이며 그의 딸은 화신립(和新笠) 황태후다. 그녀의 먼 백제의 조상 동명왕(주몽)은 하백의 딸, 햇빛에 감응하여 태어났으며 황태후는 그 직계이다."라고 기록되어 있다. 
다카노노 니이가사는 간무 천황의 생모로 고닌 천황의 후궁이었으나 아들 간무 천황이 일본 천황으로 즉위하면서 황태후로 추봉되었다. 사아군을 순타태자로 보는 설, 부레츠 천황 때 파견한 사아군이 사망하자 게이타이 천황때 다시 순타태자를 파견했다는 설이 존재한다. 
신찬성씨록과 속일본기에 의하면 그의 4대손 화사우내라(和史宇奈羅)는 화(야마토)씨(和氏)와 고야씨(高野氏)의 시조가 된다. 화사우내라의 4대손 화사을계(和史乙繼)는 다시 고야씨 성을 하사받고 고야씨의 시조가 된다. 또한 화사을계의 딸은 고닌 천황의 후궁이자 간무 천황의 생모인 화신립이었다. 속일본기 연력 8년 12월 丙申조에 간무 천황이 황태후로 추존한 자신의 생모 고야신립(高野新笠)의 전(傳)을 남겼는데 황태후는 가계는 무령왕의 아들 순타태자에게서 나왔다.(后先出自武寧王之子純陀太子)고 하였다.
| “ | 皇太后、姓は和氏、諱は新笠、贈正一位乙継の女なり。母は贈正一位大枝朝臣真妹なり。后の先は武寧王の子純陁太子より出ず。今上（桓武天皇）、早良親王、能登内親王を生めり。、、、その百済の遠祖都慕王は、河伯の女、日精に感でて生める所なり。皇太后は即ちその後なり。 | ” |

## 가계
|  |  | 무령왕 武寧王         |                   |                   |                   |                   |                   |  |  |  |  |  |  |           |           |           |           |           |           |  |  |  |  |  |  |  |  |  |  |  |  |  |  |  |  |  |  |  |  |  |  |  |  |
|  |  |                       |                   |                   |                   |                   |                   |  |  |  |  |  |  |           |           |           |           |           |           |  |  |  |  |  |  |  |  |  |  |  |  |  |  |  |  |  |  |  |  |  |  |  |  |
|  |  |                       |                   |                   |                   |                   |                   |  |  |  |  |  |  |           |           |           |           |           |           |  |  |  |  |  |  |  |  |  |  |  |  |  |  |  |  |  |  |  |  |  |  |  |  |
|  |  | 순타태자 純陀太子     | 순타태자 純陀太子 | 순타태자 純陀太子 | 순타태자 純陀太子 | 순타태자 純陀太子 | 순타태자 純陀太子 |  |  |  |  |  |  | 성왕 聖王 | 성왕 聖王 | 성왕 聖王 | 성왕 聖王 | 성왕 聖王 | 성왕 聖王 |  |  |  |  |  |  |  |  |  |  |  |  |  |  |  |  |  |  |  |  |  |  |  |  |
|  |  | 순타태자 純陀太子     | 순타태자 純陀太子 | 순타태자 純陀太子 | 순타태자 純陀太子 | 순타태자 純陀太子 | 순타태자 純陀太子 |  |  |  |  |  |  | 성왕 聖王 | 성왕 聖王 | 성왕 聖王 | 성왕 聖王 | 성왕 聖王 | 성왕 聖王 |  |  |  |  |  |  |  |  |  |  |  |  |  |  |  |  |  |  |  |  |  |  |  |  |
|  |  | 법사군 法師君         |                   |                   |                   |                   |                   |  |  |  |  |  |  |           |           |           |           |           |           |  |  |  |  |  |  |  |  |  |  |  |  |  |  |  |  |  |  |  |  |  |  |  |  |
|  |  |                       |                   |                   |                   |                   |                   |  |  |  |  |  |  |           |           |           |           |           |           |  |  |  |  |  |  |  |  |  |  |  |  |  |  |  |  |  |  |  |  |  |  |  |  |
|  |  | 웅소리기군 雄蘇利紀君 |                   |                   |                   |                   |                   |  |  |  |  |  |  |           |           |           |           |           |           |  |  |  |  |  |  |  |  |  |  |  |  |  |  |  |  |  |  |  |  |  |  |  |  |
|  |  |                       |                   |                   |                   |                   |                   |  |  |  |  |  |  |           |           |           |           |           |           |  |  |  |  |  |  |  |  |  |  |  |  |  |  |  |  |  |  |  |  |  |  |  |  |
|  |  | 화사우내라 和史宇奈羅 |                   |                   |                   |                   |                   |  |  |  |  |  |  |           |           |           |           |           |           |  |  |  |  |  |  |  |  |  |  |  |  |  |  |  |  |  |  |  |  |  |  |  |  |

## 기타
5대손은 화사씨로 사성받고 왜로 귀화한 화사우내라(和史宇奈羅)이다. 화사우내라-화사율승(和史栗勝)-화사정족(和史淨足)-화사무조(和史武助)-화사을계(和史乙繼)로 이어지고 화사을계는 고야조신(高野朝臣)의 작위를 받고 다카노씨(高野氏) 성을 하사받는다. 화사을계의 딸 화신립은 고닌 천황의 후궁이자 간무 천황의 생모였다.

## 같이 보기
- 간무 천황
- 다카노노 니이가사
- 고닌 천황
- 무령왕
- 임성태자